# Троцький повіт
Троцький повіт (пол. Powiat trocki) — адміністративно-територіальна одиниця Великого князівства Литовського. Адміністративний центр — місто Троки.
Утворився в 1413 році разом з Троцьким воєводством як регіон, безпосередньо підпорядковані воєводі Троцькому. До складу повіту входили Алитусска, Алькеніцка, Остринська, Білицька, Бірштанська, Василіська, Висакадворська, Дарсуніська, Довгавська, Дубицька, Желудокська, Жижморська, Збланська, Здецельська, Канявська, Ляпунська, Мерацька, Мовчадська, Новодворська, Неманойцка, Оська, Гіяпорцька, Перавальська, Пералайська, Пераломська, Пунська, Радунська, Саміліська, Стакліська, Стравінніцка, 2 Троцькі, Ейшиська волості.
Згідно адміністративно-територіальною реформою (1565—1566) деякі західні волості перейшли до складу Каунаського повіту, південні — до складу Лідського і Гродненського повітів.
У 1791 з південної частини Троцького виокремився Мерацький повіт, до Троччини приєдналися Гегужинська і Чабіська парафії зі складу Віленського повіту. В результаті третього поділу Речі Посполитої (1795) повіт припинив своє існування, його територія опинилася в складі Російської імперії.
| Литва | Це незавершена стаття з географії Литви. Ви можете допомогти проєкту, виправивши або дописавши її. |